# Crias
Crias (en grec antic: Κρίασος) va ser, segons la mitologia grega, un rei d'Argos, fill d'Argos i Evadne o de vegades de l'oceànide Pito (un escoli a Eurípides diu que la seva mare era l'oceànide Pito.). Tenia per germans Ecbas, Piras i Epidaure.
Es diu que va regnar durant cinquanta-quatre anys. Durant el seu regnat, Cal·lítea, una filla de Piras, va ser la primera sacerdotessa d'Hera. Segons Eusebi de Cesarea, Moisès va néixer a Egipte durant el seu regnat. Va tenir un fill amb Melanto, anomenat Forbant, que el va succeir en  el tron d'Argos, però algunes fonts diuen que aquest Forbant era un fill d'Argos.